# Ligne 3 du métro de Bruxelles
Pour les articles homonymes, voir Ligne 3.
La future ligne 3 du métro de Bruxelles,  entre les stations Bordet et Albert, est un projet de ligne de métro porté par la Société des transports intercommunaux de Bruxelles (STIB), Beliris et Bruxelles-Mobilité, qui se déroule en deux phases.
Durant la phase 1, le pré-métro existant est transformé en métro, entre les stations Gare du Nord et Albert, avec l’adaptation de 10 stations existantes et la création de la station Toots Thielemans. La station Albert, située sur la commune de Forest, est également transformée en pôle multimodal.
En raison de nombreuses difficultés administratives et techniques rencontrées, la date de mise en service est reportée de 2025 à 2031, voire plus tard encore.

## Histoire
Cette section ne s'appuie pas, ou pas assez, sur des sources secondaires ou tertiaires indépendantes du sujet. Le texte peut contenir des analyses inexactes ou inédites de sources primaires.
Pour l'améliorer, ajoutez-en, ou placez des modèles {{Source secondaire souhaitée}} ou {{Source secondaire nécessaire}} sur les passages mal sourcés. (décembre 2024)

### Axe prémétro Nord-Sud

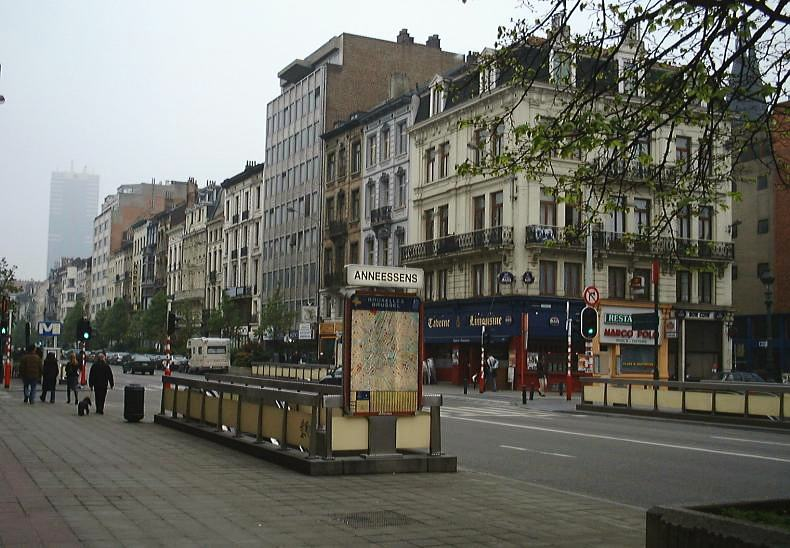
Station Anneessens de la ligne Nord-Sud.

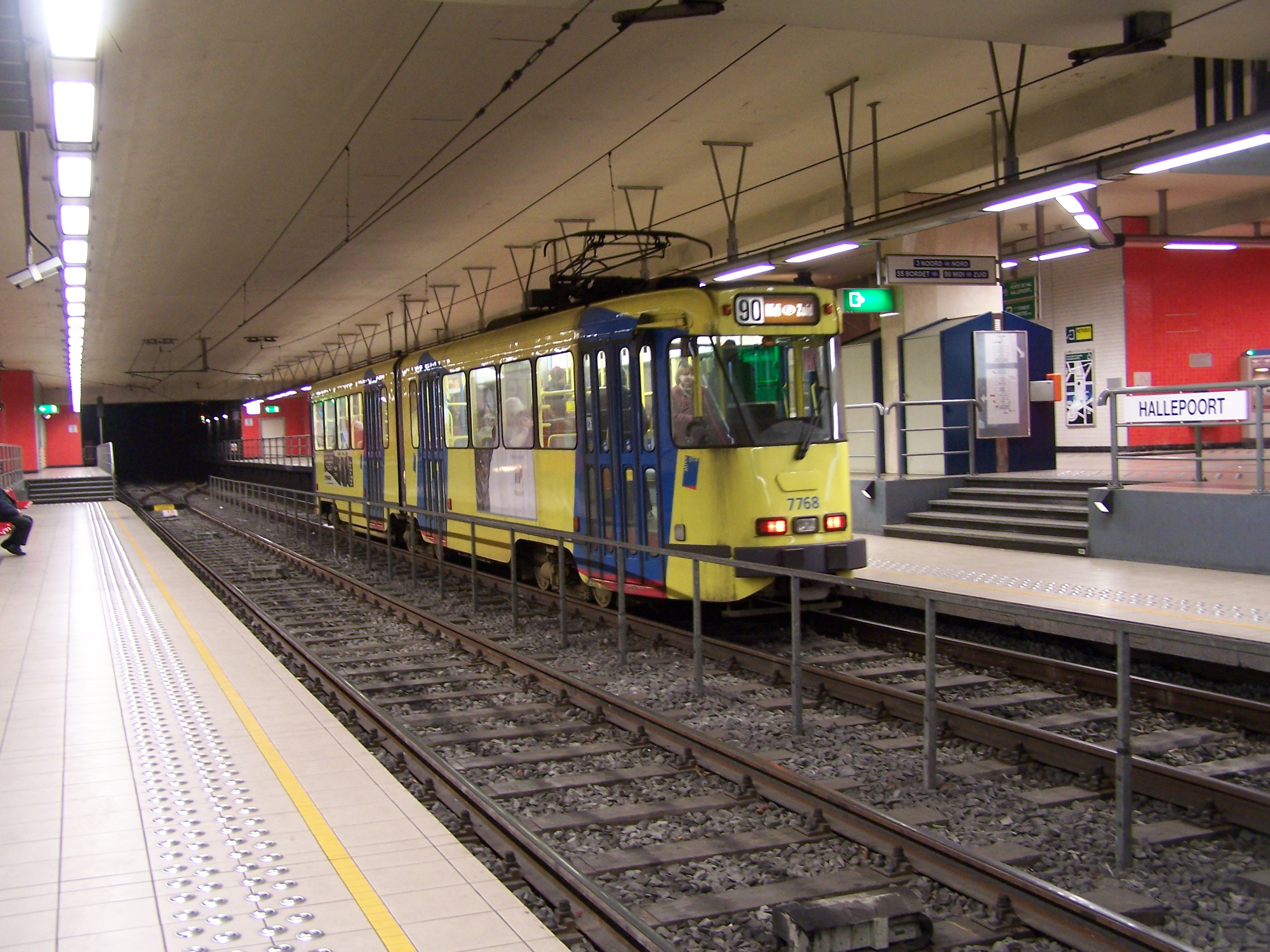
Station Porte de Hal de la ligne Nord-Sud.

Longtemps prédestiné à l’aménagement d’une ligne de métro lourd sous le numéro 3, l’axe Nord-Sud est étroitement lié à l’histoire de la Capitale. Sous l’égide de Léopold II, Charles de Brouckère, bourgmestre de la ville de Bruxelles, lança le chantier de la couverture de la Senne en 1867 (terminé en 1871) car son flot était incontrôlable et peu propice à la navigation des navires de marchandises. De plus, elle était porteuse de peste et de choléra et elle empêchait le développement de la ville vers l’ouest. Les techniques de construction ayant évolué, le cours de la Senne fut dévié, les pertuis des boulevards centraux furent désaffectés et permettront la mise en service du métro léger ou pré-métro  en 1976 Durant les travaux, on retrouva les ruines de l’ancienne ville médiévale ainsi que les embarcadères de l’église Saint-Nicolas à hauteur de la station Bourse - Grand-Place. Ces vestiges archéologiques sont depuis intégrés aux rénovations de la Bourse.
Le trajet sous les grands boulevards du centre fut également envisagé dans les années 1930 pour construire la jonction Midi - Nord de la SNCB avant que les experts ne se rendent compte que le passage était trop étroit pour 6 voies de chemin de fer. Quelques années après l’ouverture de la Jonction, un premier tunnel pour est réalisé entre Gare du Midi et le Pentagone, avec la création d’une première station : Lemonnier. La ligne fut ensuite prolongée jusqu’à la Gare du Nord avant que ne soit ouvert, en 1993 et après plus de 15 ans de travaux, un deuxième tunnel permettant de relier la Gare du Midi à la place Albert via la Porte de Hal. Ce dernier tronçon permet aux trams de parcourir le trajet entre ces 5 stations en 7 minutes de moyenne contre 25 à 30 minutes par l’ancien tronçon en surface.

### Des stations déjà pensées  pour le métro
Petite particularité, cette ligne, construite en étant destinée à terme au métro lourd, la plupart des stations de l’actuel pré-métro situées entre Albert et la Gare du Nord ont été conçues pour pouvoir être transformées en station de métro. Elles disposent de configurations différentes :
- Station Gare du Nord : elle comporte 4 quais afin de diviser les rames de tram empruntant l’axe Nord-Sud et celles ayant leur terminus à la station Rogier. Ce système est d’application depuis la mise en service du plan Tram et des lignes 3 et 4, le 30 juin 2008. La Gare du Nord disposera alors à terme enfin d’une connexion avec le métro. Jusqu’ici, elle reste la seule gare ferroviaire ouverte même le week-end[2] de la jonction Nord-Midi qui ne dispose pas d’un lien direct avec le métro mais seulement avec le prémétro.
- Station Rogier : elle est composée de 3 niveaux car elle devait à l’origine accueillir le terminus de la ligne 5 du métro. Elle y accueille aujourd’hui un terminus de tram. Depuis la mise en service du plan Tram, le premier niveau (à la hauteur de la salle des guichets) fait office de terminus des lignes desservant le nord de Bruxelles (25, 55). Le niveau inférieur permet le passage vers l’axe nord-sud tandis que le niveau supérieur surplombe les deux autres à angle droit en suivant le tracé du Boulevard du Botanique et permet le passage des lignes 2 et 6 du métro.
- Station Anneessens : l’espace mezzanine au-dessus de la station de l’axe nord-sud sert aujourd’hui de lieu de passage. Un espace sous la station de l’axe nord-sud existe, il devait être une partie de l’emplacement d’une station perpendiculaire pour une future ligne de métro, jamais mise en service, qui fait aujourd'hui partie des grands travaux inutiles.
- Station Lemonnier : la station ne peut accueillir que des trams. La station de métro lourd devait se trouver à proximité de celle-ci, sous l’avenue de Stalingrad. Après la mise en service du métro (station Toots Thielemans), la station Lemonnier sera toujours utilisée par les trams 51 et 82 afin qu’ils rejoignent le boulevard de l'Abattoir et la petite ceinture depuis la Gare du Midi
- Station Gare du Midi : les lignes 2 et 6 (rames de métro) et l’axe nord-sud (tramways) se croisent sur des quais communs (à hauteur différente) et à contre-sens.
- Station Albert : en mode pré-métro, les trams entraient dans la station via deux trémies pour continuer leur trajet dans le tunnel vers la Gare du Midi. Ces trémies seront dissociées du tunnel pour l’arrivée du métro. Un premier terminus pour le tram 18 a été mis en service dans l’ancienne mezzanine en août 2023.

En 2004 débutèrent les travaux de réaménagement des quais centraux des stations Gare du Nord, Rogier, De Brouckère, Bourse et Anneessens. Inutilisés, car établis sur le gabarit des rames de métro, les quais ont été rabaissés afin d’accueillir les nouveaux trams de type 3000 (en 2006) et 4000 (en 2007) afin que les passagers descendent des véhicules sur les quais extérieurs tandis que les passagers montants empruntent le quai central.
L’axe Nord-Sud croise les lignes 1 et 5 à la station De Brouckère et les lignes 2 et 6 aux stations Rogier, Porte de Hal et Gare du Midi.
À la suite de la restructuration du réseau ferré de la ville de 2006 à 2009, l’axe n’est plus parcouru que par 2 lignes en journée (contre 6 précédemment) de trams de long gabarit (trams 3000 et 4000) : la ligne 3 de Churchill à Esplanade (Plateau du Heysel) et la ligne 4 de la Gare du Nord à la station Stalle P (parking de délestage d’Uccle). De septembre 2011 à septembre 2021, s’y ajoutait la ligne 32 de Da Vinci à Drogenbos Château en soirée, exploitée avec des T3000 (et précédemment avec des motrices PCC 7900). Depuis le 23 septembre 2024, la ligne 3 est supprimée tandis qu'une nouvelle ligne 10 est mise en service de Churchill à l'Hôpital militaire.
Les stations de l’axe Nord-Sud sont les suivantes :
- Gare du Nord
- Rogier
- De Brouckère
- Bourse - Grand-Place
- Anneessens
- Lemonnier
- Gare du Midi
- Porte de Hal
- Parvis de Saint-Gilles
- Horta
- Albert

La STIB et les autorités bruxelloises n'abandonnent pas le projet de transformation en métro lourd de l'axe nord-sud. Cette conversion devait se faire après 2020, impliquant la modification du parcours actuel entre Lemonnier et la Gare du Midi, en raison, d'une part, du trop faible rayon de courbure du tunnel entre Lemonnier et la Gare du Midi et, d'autre part, du croisement avec les lignes de tram 81, 82 à Lemonnier. À terme, l'exploitation en métro lourd pourra  se faire avec du matériel entièrement automatique, une technique qui permet d’accroître la sécurité en séparant physiquement les voyageurs des voies grâce à des portes palières synchronisés avec les portes des rames. Le métro automatique permettra aussi d’améliorer la fréquence et de réduire les temps d’attente en station.

### Projet de prolongement et conversion en métro lourd
À la suite du bouclage de la petite ceinture et du réaménagement du réseau de métro en 2009, la STIB et la Région bruxelloise envisagent de nouvelles extensions. L'idée est de prolonger l'axe de prémétro Nord-Sud vers Evere (au Nord) et Uccle (au Sud), et ce sous la forme d'un métro lourd. Alain Flausch, alors directeur de la STIB, annonce que la priorité sera donnée à l'extension vers Schaerbeek et Evere. En effet, ces communes du nord de la Région de Bruxelles-Capitale ne sont pas du tout desservies par le réseau métro actuel et ont connu une croissance démographique importante ces dernières années. Une nouvelle ligne orientée nord-sud permettrait de désenclaver ces communes et complèterait le réseau actuel, qui est plutôt orienté est-ouest. En décembre 2010, le gouvernement bruxellois et Beliris lancent une première étude pour l'extension Nord.
Les résultats de l'étude commandée par Beliris sont dévoilés en septembre 2012. Trois scénarios souterrains ont été étudiés :
- l'itinéraire « quartiers denses » (4,8 km, 9 stations),
- l'itinéraire « Schaerbeek Gare » (5,2 km, 9 stations)
- l'itinéraire « Bertrand/Haecht » (4,7 km, 7 stations).

L'étude préconise un tracé à travers les quartiers les plus denses de Schaerbeek et Evere, vers la gare de Bordet. En outre, l'étude préconise la mise en service d’emblée d’un métro automatique sans passer temporairement par un métro classique. Enfin, une extension plus au Nord encore, vers la gare de Haren et Schaerbeek-Formation, est elle aussi envisagée.
En février 2013, la commune de Schaerbeek adopte une motion demandant que le tracé soit légèrement dévié à l'Est, afin de desservir la place Colignon (et la maison communale).

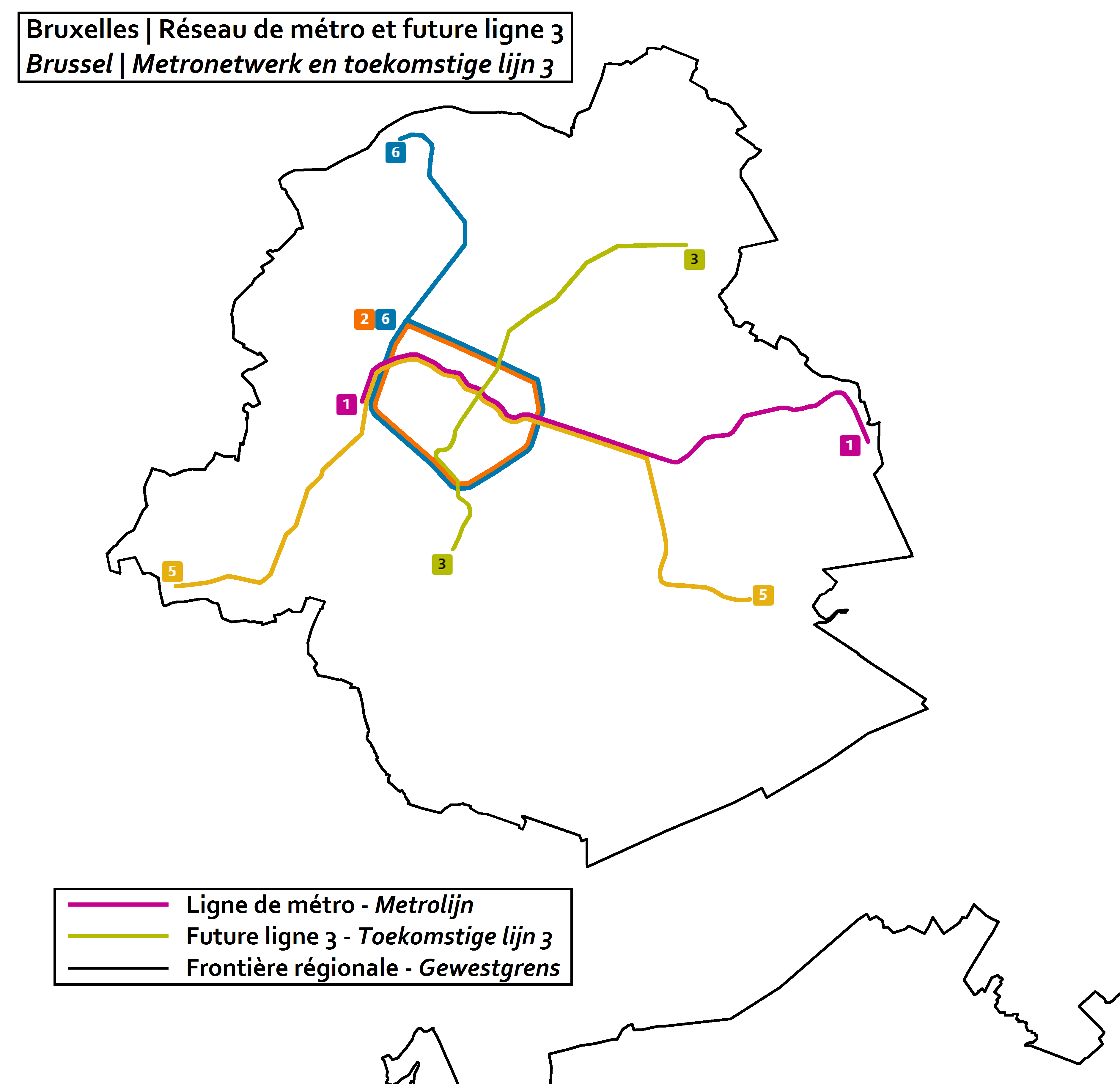
Localisation de la future ligne 3 au sein du réseau de métro de la STIB.

Le nouveau contrat de gestion de la STIB (2012-2016) confirme les investissements envisagés. Pour la période 2016-2021, il planifie le prolongement de l'axe Nord-Sud jusque Bordet et la transformation en métro lourd. Après 2020 : une étude devrait déterminer le prolongement de la ligne Nord-Sud vers Uccle. De plus, il est précisé qu'une nouvelle station devra voir le jour à Bruxelles-ville : la station Constitution. Le 28 février 2013, le gouvernement marque officiellement son accord pour la réalisation du tracé via les quartiers denses.
En janvier 2014, la Région bruxelloise affine le tracé de la ligne. Deux options de tracé sont étudiées : l'un via Helmet, et le second via Tilleul. Deux critères entrent en compte : la desserte d'un nombre maximal de points essentiels où se croisent des routes (Liedts, Colignon, Verboekhoven et Helmet) ; et la constitution d'une alternative crédible à la très fréquentée ligne de tram 55. En outre, la Région confirme que la ligne de métro desservira la place Colignon, comme le demandait la commune de Schaerbeek. Au mois de mai, le gouvernement bruxellois valide le second tracé, via Tilleul.
En mars 2015, le gouvernement bruxellois valide le plan directeur de Beliris. La nouvelle ligne sera numérotée « 3 », et verra le jour en deux étapes. Tout d'abord, par la conversion du prémétro existant en métro à part entière, entre Gare du Nord et Albert. Ensuite, par le creusement d’un tunnel entre Gare du Nord et Bordet, long de 4,5 km. Le creusement vers Bordet se fera par un tunnelier à pression de confinement, avec un diamètre extérieur de 9,80 m : cette technique permettra d'éviter les nuisances d'une ouverture de voirie en surface.
Le 20 octobre 2017, à la suite du décès du jazzman Toots Thielemans, le ministre bruxellois de la mobilité Pascal Smet annonce que la station Anneessens sera rebaptisée du nom du musicien, ceci en raison de la proximité de la station avec le quartier populaire des Marolles, d'où est originaire Thielemans. Le changement de nom effectif est annoncé pour 2019. Cependant, quelques jours plus tard, le ministre revient sur sa proposition de changement de nom, en raison des réactions négatives des habitants du quartier Anneessens, ainsi que de certaines personnalités politiques locales. Il en revient alors à son idée première : celle de donner le nom de Toots Thielemans à la station de métro qui doit être construite sous la place de la Constitution et l'avenue de Stalingrad, et qui était initialement désignée sous le nom de Constitution,.

### Réalisation d’un tunnel de connexion sous la Gare du Nord
Dans le cadre du projet Métro 3, la station de pré-métro existante Gare du Nord est adaptée en vue de l'arrivée du métro 3. Deux des quatre quais existants sont adaptés pour accueillir le métro, tandis que les deux autres restent en service pour le tram. Ceci facilitera une interconnexion rapide et efficace entre les deux moyens de transport.
À l’arrière de la station, un tunnel de connexion de 150 m de long est construit sous les voies ferroviaires de la Gare du Nord. Ce tunnel fera d’abord office d’arrière-gare pour permettre au métro 3 d’effectuer les manœuvres de retournement nécessaires lors de la mise en service du tronçon Gare du Nord-Albert. À terme, il fonctionnera comme tronçon de connexion avec le reste de la ligne et permettra la circulation du métro 3 sur la totalité de la ligne Bordet-Albert.

### Construction de la station Toots Thielemans
Le 29 octobre 2020, le chantier de construction de la station Toots Thielemans débute. En juin 2023, la dalle de toiture de la station et du tunnel de liaison vers la Gare du Midi est entièrement réalisée. Une étape importante puisqu'il s'agit de la dernière étape dans la réalisation de la structure souterraine du tunnel et de la station, avant l'excavation des terres.

### Transformation de la station Albert
Sur la commune de Forest, la station de pré-métro Albert est entièrement transformée pour accueillir le terminus du métro 3, mais également un pôle intermodal où les voyageurs auront accès, au même endroit, à plusieurs modes de transport différents (terminus des lignes de tram 4, 7, 18…, passage des bus 37, 48, 54…)
Parmi les travaux de transformation, les quais existants de la station de pré-métro, au niveau -2, sont adaptés pour être mis aux normes métro. La première phase de ce chantier a été achevée en août 2023, avec la mise en service du tunnel élargi sous l’avenue Jupiter et du terminus du tram 18 (anciennement 51), au niveau -1.
Un parking vélo sécurisé sera également construit, comme dans de nombreuses autres stations du projet Métro 3.

### Un nouveau dépôt à Haren
Un nouveau dépôt métro viendra s’installer à l’extrémité nord de la ligne de métro 3 et sera le point de départ de la construction du tunnel et du matériel roulant en exploitation. Le dépôt métro s’implantera sur le site du dépôt existant tram/bus de la STIB à Haren.
On y trouvera des voies d’essais, des voies de stationnement, un métro-wash, des voies de maintenance et d’entretien et des voies pour les trains de travaux. Le dépôt est conçu pour s’adapter à l’augmentation du trafic sur le réseau métro. Dans un premier temps, il pourra accueillir 21 trains et 47 à l’horizon 2040, si cela s’avère nécessaire.
Le complexe, d’une superficie totale de 100,000 m2, dont 17,000 m2 pour les bâtiments, se veut aussi confortable avec un bon apport de lumière naturelle et une bonne intégration dans son environnement.

## Tracé et stations
Cette section ne s'appuie pas, ou pas assez, sur des sources secondaires ou tertiaires indépendantes du sujet. Le texte peut contenir des analyses inexactes ou inédites de sources primaires.
Pour l'améliorer, ajoutez-en, ou placez des modèles {{Source secondaire souhaitée}} ou {{Source secondaire nécessaire}} sur les passages mal sourcés. (décembre 2024)

### Les nouvelles stations de la phase 2
Sur le tracé de la phase 2, 7 nouvelles stations sont construites, entre Bordet et Gare du Nord :
- Bordet
- Paix
- Tilleul
- Riga
- Verboekhoven
- Colignon
- Liedts

De manière générale, les nouvelles stations contiennent un hall d’échange permettant aux voyageurs de mieux s’orienter, en visualisant ses destinations. Au niveau -1, le voyageur peut choisir sa destination et accède ensuite aux quais au niveau -2.

#### Station Bordet
À la fois le terminus nord du Métro 3 et une des entrées importantes de la ville, la station Bordet est un nœud majeur d’intermodalité. Elle s'organise autour d'un espace public qui relie et articule les différents modes de transport : train, métro, tram, bus, vélos et piétons.
La station se situe en dessous de l'arrêt de train existant, avec des entrées et sorties dans la chaussée de Haecht et l'avenue Jules Bordet.

#### Station Paix
La station Paix se situe juste avant le terminus Bordet sur la ligne du Métro 3 au centre d'Evere, elle s’intègre dans un contexte urbain aux allures de village. La station fonctionnera comme une articulation entre les 2 places aux finalités différentes : l’une plus commerçante et l’autre plus orientée vers les loisirs avec l’académie.

#### Station Tilleul
La station Tilleul se situe dans le centre historique de la commune d’Evere, au carrefour de deux zones d'habitats urbains, l’une constituée d’immeubles et l’autre de maisons unifamiliales.
La station Tilleul s’implante à proximité du croisement de la rue Frans Verdonck et de la rue Henri Van Hamme au cœur d’une zone verte. La station se trouve sur des jardins ouvriers situés entre des barres de logements des années 1970 et des maisons de ville. La station entend articuler ces 2 typologies architecturales à la frontière entre un tissu urbain organisé et une zone à caractère plus agricole.

#### Station Riga
Implantée sur le square François Riga à Schaerbeek, la station veut offrir aux riverains un accès rapide, plus régulier et plus fréquent au réseau de métro. L'accès à la station se fera sur le square François Riga situé dans l'avenue Huart Hamoir en face de l'église Sainte-Famille. Deux accès sont prévus de part et d’autre du square dans l’axe gare de Schaerbeek/église Sainte-Famille. Ceux-ci accueilleront les gens venant de l’axe commercial de la chaussée de Helmet d’un côté, et les habitants du quartier Huart-Hamoir de l’autre.
Typique du XIXe siècle, l’espace public dans lequel s’insère la station Riga doit être préservé et mis en valeur, notamment en maintenant et accentuant les diverses perspectives. L’accès au métro pourra graduellement disparaître sous le square. Aucune construction hors sol ne sera nécessaire. Ce qui permet au square François Riga de rester avant tout un lieu de loisir, de rencontres et un pont entre le quartier Huart-Hamoir et le quartier Helmet.

#### Station Verboekhoven
La station Verboekhoven à Schaerbeek deviendra un point de rencontres entre trois quartiers aux aspects architecturaux très différents : zone résidentielle, axe urbain du boulevard Lambermont et zone d’atelier et d'entrepôts. Intégrée dans un quartier à forte densité de population, la station sera un nœud d'intermodalité crucial assurant la liaison avec le tram et le bus.
La station Verboekhoven vient s’implanter à quelques centaines de mètres de la place Verboekhoven, appelée la « Cage aux Ours », qui est située sur l'axe entre l'Hôtel communal et la gare de Schaerbeek.

#### Station Colignon
La station Colignon est la deuxième station après la Gare du Nord. Elle dessert la maison communale de Schaerbeek au sein d’un quartier historique d’une grande valeur patrimoniale.
Les accès à la station de métro se trouveront sur la place devant la maison communale. Les accès sont implantés de manière à libérer l’axe visuel depuis la rue Royale Sainte-Marie en respectant la symétrie présente sur la place. Intégrés de façon discrète et harmonieuse sans relief avec des cages d’ascenseur vitrées, ils laissent une vue dégagée sur la maison communale.

#### Station Liedts
La station Liedts est la première station après la Gare du Nord.
Elle se situe sur la place Liedts à Schaerbeek, une zone centrale entre des quartiers commerciaux, résidentiels et de bureau.
La station Liedts s’intègre au sein d’une intermodalité complexe et riche qui caractérise la place Liedts. Elle permettra de transformer ce grand carrefour réunissant plusieurs artères en un espace de rencontres, rendant au lieu son identité de vraie place.
La station de métro vient s’insérer dans un quartier dynamique, vivant et associatif. Elle bénéficie d'un emplacement stratégique en raison de sa proximité avec la zone commerciale Brabant.

#### Accessibilité PMR
La STIB, Beliris et Bruxelles-Mobilité ont mis un point d’honneur à penser les futures stations, et à aménager les stations existantes pour les rendre accessibles à tous, et donc également aux personnes à mobilité réduite. Chacune des stations sera dotée de plusieurs ascenseurs et escalators, dont certains relieront directement les quais depuis la surface. Récemment les stations Bourse, De Brouckère, Porte de Hal et Anneessens ont été rendues plus accessibles avec des ascenseurs. Les stations Albert et Horta suivront.
|  |    |  | Stations               | Lat/Long                    | Communes                        | Correspondances (Train, métro, tram)                     |
|  | -- |  | ---------------------- | --------------------------- | ------------------------------- | -------------------------------------------------------- |
|  | m3 |  | Bordet Station*        | 50° 52′ 43″ N, 4° 24′ 35″ E | Evere / Bruxelles-ville (Haren) | De Lijn SNCB                                             |
|  | m3 |  | Paix*                  | 50° 52′ 37″ N, 4° 24′ 03″ E | Evere                           | (B) · (45) · (64)                                        |
|  | m3 |  | Tilleul*               | 50° 52′ 33″ N, 4° 23′ 33″ E | Evere                           |                                                          |
|  | m3 |  | Riga*                  |                             | Schaerbeek                      |                                                          |
|  | m3 |  | Verboekhoven*          | 50° 52′ 17″ N, 4° 22′ 33″ E | Schaerbeek                      | (T) · (92) · (B) · (56) · (58) · (59)                    |
|  | m3 |  | Colignon*              |                             | Schaerbeek                      | De Lijn                                                  |
|  | m3 |  | Liedts*                | 50° 51′ 55″ N, 4° 22′ 04″ E | Schaerbeek                      | (T) · (25) · (62) · (93)                                 |
|  | m3 |  | Gare du Nord           | 50° 51′ 37″ N, 4° 21′ 37″ E | Schaerbeek                      | De Lijn SNCB                                             |
|  | m3 |  | Rogier                 | 50° 51′ 19″ N, 4° 21′ 28″ E | Bruxelles-ville                 | De Lijn                                                  |
|  | m3 |  | De Brouckère           | 50° 51′ 05″ N, 4° 21′ 11″ E | Bruxelles-ville                 | (M) · (1) · (5) · (B) · (29) · (46) · (71) · (88) · (89) |
|  | m3 |  | Bourse - Grand-Place   | 50° 50′ 53″ N, 4° 20′ 58″ E | Bruxelles-ville                 | (B) · (33) · (46) · (89) · (95)                          |
|  | m3 |  | Anneessens-Fontainas   | 50° 50′ 39″ N, 4° 20′ 44″ E | Bruxelles-ville                 | (B) · (33) · (48)                                        |
|  | m3 |  | Toots Thielemans*      |                             | Bruxelles-ville                 | (Lemonnier)                                              |
|  | m3 |  | Gare du Midi           | 50° 50′ 12″ N, 4° 20′ 15″ E | Saint-Gilles                    | De Lijn TEC SNCB                                         |
|  | m3 |  | Porte de Hal           | 50° 50′ 01″ N, 4° 20′ 36″ E | Saint-Gilles                    | De Lijn TEC                                              |
|  | m3 |  | Parvis de Saint-Gilles | 50° 49′ 47″ N, 4° 20′ 48″ E | Saint-Gilles                    | (B) · (52)                                               |
|  | m3 |  | Horta                  | 50° 49′ 35″ N, 4° 20′ 46″ E | Saint-Gilles                    | (T) · (81) · (97)                                        |
|  | m3 |  | Albert                 | 50° 49′ 17″ N, 4° 20′ 32″ E | Forest / Saint-Gilles           | (T) · (4) · (7) · (18) · (B) · (37) · (48) · (54)        |

* Nouvelles stations.

## Budget
En 2024, la STIB estime le coût de la phase 1 du chantier à 1,3 milliard d'euros, soit une augmentation de 400 millions par rapport au budget initial.
En cinq ans, entre 2018 et 2023, le montant provisoire du projet est passé de 1,6 milliard d’euros à 4,5 milliards, dont seule une infime partie  a été dépensée. 500 millions d'euros de travaux sont financés par l'état, le reste, y compris les coûts supplémentaires, est à la charge de la Région qui ne sait comment y faire face. La solution envisagée du partenariat public-privé présente de nombreux risques et va entraîner encore une hausse des coûts mais permettrait de "déconsolider" les dépenses de la dette officielle,.

## Exploitation

### Tarification et financement
Le financement du fonctionnement de la ligne, entretien, matériel et charges de personnel, sera assuré par la STIB ; la tarification sera la même que sur le reste du réseau de la STIB.

## Difficultés et contestations
Alors que de nombreux avertissements sont formulés lors des enquêtes publiques, dès 2018, concernant les menaces sur le patrimoine aussi bien que les difficultés techniques, le chantier est entamé en 2021 mais ne tarde pas à rencontrer des difficultés majeures,.
En 2021, le chantier de la ligne du métro est interrompu en raison de difficultés liées à l’étanchéité du tunnel qui doit traverser l'ancien lit de la Senne, sous le Palais du Midi. La technique retenue, le jet grouting, ne fonctionne pas dans ce terrain hétérogène. Le Palais du Midi, un bâtiment historique de Bruxelles, abrite un grand nombre d'associations sportives comme l'école royale d'arts martiaux Yama Arashi, culturelles et artistiques comme une académie de musique, de danse et des arts de la parole et la Haute école Francisco Ferrer, dans un quartier populaire. Afin de creuser le tunnel par la surface, le gouvernement régional décide le démantèlement du Palais et sa reconstruction, sur le principe du façadisme. Le bâtiment est classé par Europa Nostra sur la liste des onze sites et monuments les plus menacés d'Europe. La Région Bruxelles Capitale devra financer la reconstruction du bâtiment, la relocalisation et l'indemnisation des occupants. Ce coût supplémentaire est estimé à 400 millions d'euros. Le chantier est toujours à l'arrêt en 2024. De nombreux commerçants ont été contraints de quitter leurs locaux en 2019 pour être relocalisés dans des containers, et disent faire l'objet de pression de la part de la ville de Bruxelles,,,,,.
Au printemps 2023, le chantier est également interrompu à la Gare du Nord, en raison de la présence d'une nappe perchée sous les voies. Une mauvaise évaluation des difficultés liées à cette nappe d'eau empêche, là aussi, la mise en œuvre des moyens techniques prévus dans le cahier des charges.
Fin 2024, l'enquête publique pour la deuxième phase du chantier, soit le tunnel de la Gare du Nord à Bordet n'a obtenu qu'une seule offre. Elle ne fait encore l'objet ni d'un permis d'urbanisme, ni d'un plan de financement,.
Devant l'explosion du budget qui a quintuplé entre 2009 et 2024, des doutes sur la transparence des procédures administratives et le report de la mise en service, le projet de ligne de métro fait l'objet d'un débat politique et sociétal. Le financement ne fait toujours l'objet d'aucune décision fin 2024. Le monde associatif, défavorable au projet, propose une solution alternative, Premetroplus,.
En mars 2024, la Stib annonce que le chantier ne sera pas terminé avant 2031, voire 2035 si on en croit Brieuc de Meeûs, CEO de la Stib.